# I Viceré (film)
I Viceré è un film drammatico del 2007 diretto da Roberto Faenza, tratto dal romanzo omonimo di Federico De Roberto.

## Trama
(frase prima dei titoli di testa.)
Gli Uzeda di Francalanza sono una famiglia dominante dell'alta nobiltà siciliana, discendenti dei viceré spagnoli. Pochi anni prima della spedizione dei Mille la morte dell'anziana principessa Teresa mette ancora una volta in moto le complesse personalità dei suoi familiari, in lotta tra loro per l'eredità. Personaggi principali e contrapposti sono il tirannico e superstizioso principe Giacomo e il figlio Consalvo, attraverso i cui occhi avviene in buona parte la narrazione durante la caduta dei Borbone e il successivo periodo di cambiamenti, più di superficie che reali, e di trasformismo.

## Produzione

### Contesto storico
Il film si concentra sul periodo risorgimentale nel Meridione d'Italia, trattandovi le vicende della famiglia nobile catanese degli Uzeda di Francalanza, discendenti degli antichi viceré spagnoli che ressero la Sicilia aragonese ai tempi di Carlo V d'Asburgo.

## Colonna sonora
La colonna sonora del film è stata curata dal compositore scordiense Paolo Buonvino. Inoltre il comune di Scordia offre altri due contributi alla colonna sonora: il primo è quello della banda musicale Stesicorea, che appare durante i festeggiamenti come una banda vestita di rosso, l'altro è il gruppo folk Ab Antiquo, operante a Scordia.

## Distribuzione
È uscito nei cinema italiani il 9 novembre 2007. Nel 2008 è stata trasmessa una versione televisiva del film in due puntate che durano complessivamente 180 minuti, in prima visione su Rai 1 il 23 e 24 novembre.

## Controversie
Sorsero pesanti polemiche per il mancato invito al Festival Internazionale del Film di Roma. Secondo il regista, infatti, ciò dipese dal fatto che il film si presentasse come una feroce critica del trasformismo, mentre per gli organizzatori l'esclusione sarebbe stata dettata soltanto da criteri artistici.

## Premi e riconoscimenti
- 2008 - David di Donatello
  - Miglior scenografia a Francesco Frigeri
  - Migliori costumi a Milena Canonero
  - Miglior trucco a Gino Tamagnini
  - Migliori acconciature a Maria Teresa Corridoni
  - Candidatura per il migliore attore protagonista a Lando Buzzanca
  - Candidatura per la migliore fotografia a Maurizio Calvesi
- 2008 - Globo d'oro
  - Miglior attore a Lando Buzzanca
  - Miglior fotografia a Maurizio Calvesi
  - Candidatura per il miglior regista a Roberto Faenza
- 2008 - Nastro d'argento
  - Migliore scenografia a Francesco Frigeri
  - Migliori costumi a Milena Canonero
  - Candidatura per il miglior produttore a Elda Ferri